# Канф
Канф (др.-греч. Κάνθος) — персонаж древнегреческой мифологии. Аргонавт из Керинфа. Сын Канифа (либо Керионта), внук Абанта из Евбеи. Согласно Аполлонию Родосскому, убит в Ливии дубинкой пастуха Кафавра (у Гигина Кефалиона).
По Валерию Флакку, сын Абанта. Участник битвы скифов и колхов, убит скифом Гесандром.